# Modra
Modra (tysk: Modern, ungarsk: Modor, latin: Modorinium) er en by i regionen Bratislava det i vestlige Slovakiet. Byen har et areal på 49,624 km² og en befolkning på 9.201 indbyggere (2023).

## Eksterne links
- Officielle hjemmeside

- Wikimedia Commons har flere filer relateret til Modra